# 弗洛里亚纳
弗洛里亚纳（馬爾他語： 或 ），是马耳他的市镇，位于首都瓦莱塔城外。市镇面积为0.94平方公里，2019年人口数量为2,032人。